# Abaye
Vista da sepultura.
Abaye (aramaico babilônico judaico אַבַּיֵי, romanizado: abbayē) foi um amora da quarta geração das academias talmúdicas da Babilônia. Nasceu por volta do final do século III e morreu em 337.

## Biografia
Abaye, segundo a tradição talmúdica, foi o chefe da Academia Pumbedita até o dia de sua morte. Era conhecido como um homem modesto e honesto, que se sustentava por meio da agricultura. Viveu a maioria de sua vida na pobreza. Abaye nasceu como o único filho de Kilil. Seu pai morreu antes de Abaye nascer e sua mãe morreu durante o parto; ele foi adotado por seu tio, Rabbah bar Nahmani.

### Seu nome
Abaye era frequentemente chamado de “Nahmani” por seus amigos. De acordo com uma opinião, mencionada pela primeira vez por Rashi, ele era chamado de Nahmani porque foi criado por Rabbah bar Nahmani, mas, de acordo com outra opinião, seu nome original era, na verdade, Nahmani. Para evitar confusão com o nome de seu pai adotivo, ele recebeu o apelido de “Abaye”, um acrônimo do versículo: “Asher-Bkha Yerukham Yatom” (“porque em ti o órfão acha a misericórdia”) — conforme explicado pelo rabino Maharsha no tratado talmúdico Kiddushin em nome do ‘Sefer Yuchasin’ e por Isaac Luria em Shaar HaGilgulim.
Por outro lado, alguns sugerem que ele foi chamado de Abaye porque o nome se assemelha à palavra “Abba” (pai), implicando que “seu nome é como o nome de seu pai.” Outra teoria moderna sugere que “Abaye” é uma antiga palavra aramaica que significa “conforto”. Assim, o nome Abaye é, na verdade, a versão síria do nome Nahmani.
O Talmude menciona que mesmo no Céu ele era chamado de “Nahmani”. Afirma-se que uma vez ele encontrou Agrat bat Mahlat (um demônio) que o encontrou na rua e lhe disse: Se não fosse proclamado no Céu: “Cuidado com Nahmani e sua Torá”, você estaria em perigo. Abaye respondeu: Se eu for importante no Céu, decreto que você nunca mais passará por uma área povoada novamente.

### Sua infância e professores
Seus principais professores foram Rabbah bar Nahmani, seu tio que o criou, e Rav Yosef bar Hiyya, um dos grandes amoraítas da geração anterior. Abaye esteve com eles durante toda a vida deles.
Diz-se que quando Rav Yosef adoecia e esquecia seu aprendizado, Abaye o lembrava. Abaye respeitava muito seus professores, a ponto de ser dito sobre ele que, quando via a “orelha do burro de Rav Yosef se aproximando”, ele se levantava em sua homenagem.
Abaye estava particularmente preocupado em manter uma conexão com os sábios da Terra de Israel e estudar seus ensinamentos, integrando assim as decisões do rabino Johanan bar Nappaha no Talmude Babilônico. Mesmo em sua juventude, seus talentos eram evidentes, conforme registrado em Bavli, Berakhot 48a:
“Abaye e Rava estavam sentados diante de Rabbah. Rabbah lhes perguntou: A quem devemos abençoar? Eles responderam: Ao Misericordioso (Deus). E onde está o Misericordioso? Rava apontou para o teto; Abaye saiu e apontou para o céu. Rabá lhes disse: Vocês dois se tornarão sábios - como as pessoas dizem: 'Toda cabaça, quando começa a crescer, já se pode dizer o que virá dela”.
À medida que Abaye crescia, ele se tornou conhecido como pacificador e se envolvia em atos de bondade, ganhando a confiança e o respeito das pessoas.
Abaye apreciava muito sua madrasta e frequentemente a citava, acrescentando a frase “Minha mãe me disse”.

### Seus amigos
Ele era conhecido por suas disputas com Rava. No entanto, também houve casos em que Abaye apoiou a opinião de Rava ou a explicou, e em cerca de trinta lugares, a Guemará afirma: 
“Abaye e Rava disseram...”
 Exceto por seis casos, a lei sempre segue Rava em suas disputas (consulte Yael Kgam). Mais de quatro mil afirmações, perguntas, contradições e respostas são atribuídas a eles, e quase nenhum tópico do Talmude deixou de ser explorado por eles. A frase “As discussões de Abaye e Rava” tornou-se sinônimo de todo o Talmude.
Entre seus amigos estava Rav Shimi bar Ashi. Ele era próximo de Abaye e transmitiu alguns de seus ensinamentos que não foram declarados na sala de estudos, mas explicados a seus filhos durante as aulas. No entanto, ele não era considerado um discípulo de Abaye ou Rava, pois frequentemente debatia com eles sobre questões de lei, e ocasionalmente discordava deles.

### Como diretor da Academia
Além de Rava, Abaye também era amigo de rabino Zeira, um dos grandes sábios da geração que escolheu Abaye como diretor da academia após a morte de Rav Yosef bar Hiyya. Naquela época, quatro alunos competiram pelo cargo de Rosh Yeshiva, e decidido que aquele que apresentasse um argumento irrefutável seria escolhido. Foi Abaye quem prevaleceu, superando até mesmo Rava. Também é dito que, enquanto Rava recebia uma voz celestial apenas na véspera do Yom Kippur, Abaye a recebia toda sexta-feira e Abba Ummana a recebia diariamente.
Abaye liderou a academia e todo o povo judeu da Babilônia por 14 anos.
Abaye (assim como seu tio Rabbah) eram descendentes de Eli HaKohen, sobre quem foi decretado que morreriam jovens. Abaye viveu cerca de sessenta anos.
Ele também atuou como juiz e o Talmude relata como ele identificou os falsificadores de documentos com base em seu estilo de escrita.

### Bar Hedya e os sonhos de Abaye e Rava
Na época de Abaye e Rava, havia um homem chamado Bar Hedya que trabalhava como intérprete de sonhos. Dizia-se que ele interpretava sonhos favoravelmente para aqueles que o pagavam e desfavoravelmente para aqueles que não o faziam. Abaye lhe pagava e Rava não, o que levava Bar Hedya a interpretar os sonhos de Abaye de forma favorável e os de Rava de forma desfavorável. O Talmude em Berakhot relata uma série de tais sonhos.
Por exemplo: Abaye e Rava disseram a ele: vimos em nosso sonho o versículo “Seu boi será morto diante de seus olhos, e você não comerá dele.” Bar Hedya interpretou isso para Rava como uma perda nos negócios, causando tanta tristeza que ele não comeria, e para Abaye como um ganho nos negócios, deixando-o tão alegre que não poderia comer.

## Família
Sua primeira esposa lhe deu filhos e filhas, mas não se sabe mais detalhes sobre ela.
Sua segunda esposa foi Homa, bisneta de Judah bar Ezekiel, cujos dois maridos anteriores haviam morrido. Na disputa entre os sábios sobre se uma mulher é considerada uma “mulher letal/mortal” após a morte de dois maridos ou somente após três, Abaye se baseou em Rav Yitzchak bar Yosef, que determinou que isso ocorre somente após três ocorrências, e ele se casou com Homa. Mais tarde, ele também morreu.
Um dos filhos de Abaye foi o conhecido amoraíta Rav Bibi bar Abaye.

## Local do sepultamento

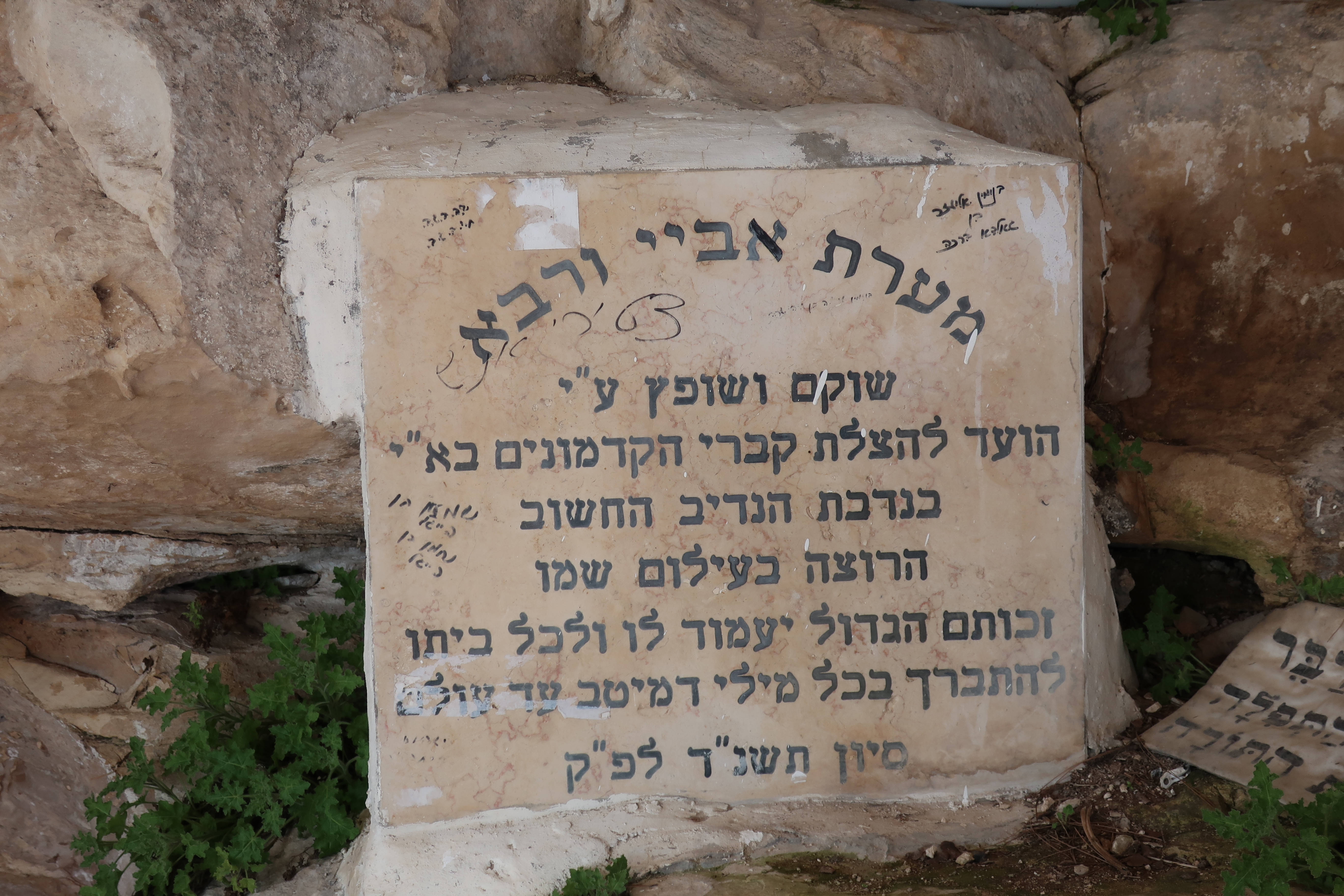
Inscrição em pedra no suposto local de sepultamento de Abaye e Rava em Har Yavnit

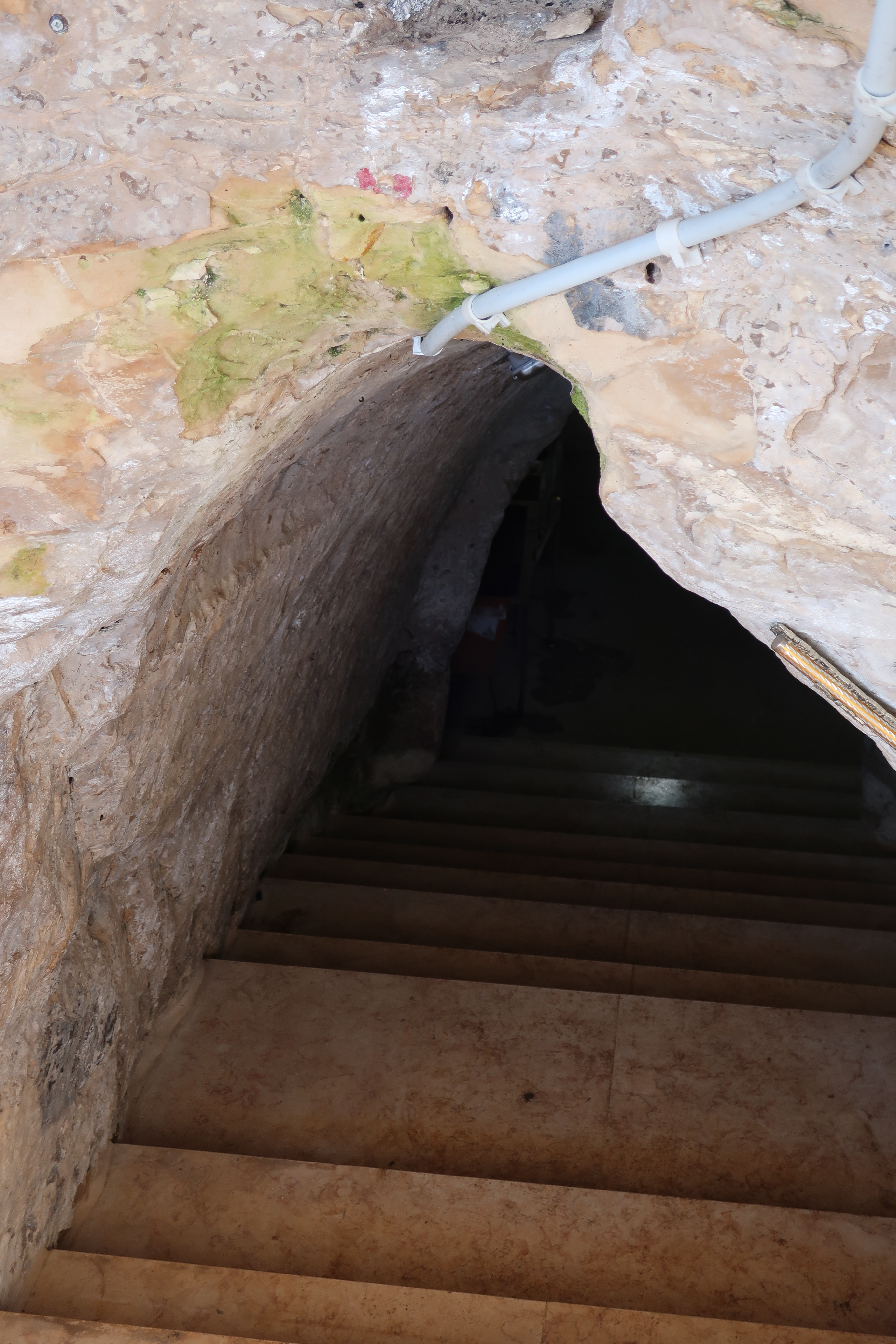
Suposta caverna de Abaye e Rava em Har Yavnit

Com relação ao local de seu sepultamento, o rabino Hayyim ben Joseph Vital escreveu em Sefer HaGilgulim:
“Na aldeia de Jamnith há uma caverna onde Abaye e Rava estão enterrados. A entrada está voltada para o oeste e, em seu interior, há muitas câmaras. No canto sudeste está a câmara onde Abaye está enterrado. A câmara adjacente, ao sul, é onde Rav Dimi de Neardeia está enterrado. A próxima câmara ao sul, sendo mais larga do que a câmara de Rav Dimi, é onde Rava está enterrado. É a câmara do meio no lado sul; as outras câmaras não foram identificadas.”

## Ensinamentos
Apesar da grandeza de Abaye na análise dialética da halacá, ele foi superado nesse aspecto por Rava, com quem esteve intimamente associado desde a juventude. Devemos às disputas entre esses amoraim o desenvolvimento do método dialético no tratamento das tradições haláchicas. Seus debates são conhecidos como “Havayot d'Abaye ve'Rava” (Debates de Abaye e Rava), cujos assuntos eram então considerados elementos tão essenciais do conhecimento talmúdico que, por anacronismo, pensava-se serem conhecidos por Yochanan ben Zakai, que viveu alguns séculos antes. Suas controvérsias haláchicas estão espalhadas por todo o Talmude Babilônico. Exceto seis de suas decisões, conhecidas pelo acrônimo Yael Kagam (יע"ל קג"ם), as opiniões de Rava sempre foram aceitas como definitivas.
Na exegese bíblica, ele foi um dos primeiros a traçar uma linha distinta entre o significado evidente do texto (peshat) e o sentido atribuído a ele pela interpretação midráshica. Ele formulou a seguinte regra, de grande importância na exegese jurídica talmúdica: “Um versículo bíblico pode se referir a diferentes assuntos, mas vários versículos bíblicos não podem se referir a um único e mesmo assunto.” Ele defendeu o livro apócrifo Eclesiástico contra seu professor Rav Yosef. Ao citar várias passagens edificantes, ele mostrou que o livro não pertencia aos livros heréticos proibidos, e até mesmo obrigou seu professor a admitir que as citações poderiam ser úteis para fins homiléticos.
Possuindo um amplo conhecimento da tradição, Abaye tornou-se um discípulo ávido de Dimi, o amora israelita, que havia levado para a Babilônia muitas interpretações de amoraim de Israel. Abaye considerava Dimi, como representante da escola israelita, um exegeta qualificado da Bíblia, e costumava perguntar-lhe como esse ou aquele versículo bíblico era explicado no “Ocidente”, ou em Israel.
Das interpretações de Abaye sobre as passagens bíblicas, apenas algumas, de natureza agádica, foram preservadas; mas ele frequentemente complementa, elucida ou corrige as opiniões de autoridades mais antigas.

## Aplicação moderna
As máximas de Abaye continuam a influenciar a prática contemporânea. Sua observação de que “o mundo perdura somente pelo sopro das crianças em idade escolar” (Shabbat 119b) é amplamente citada por educadores como a base talmúdica clássica para priorizar o estudo precoce da Torá; o Rebe Lubavitcher invocou a mesma passagem ao defender escolas judaicas diurnas universais. A prática de Abaye de servir uma refeição sempre que alguém concluía um tratado (Shabbat 118b) sustenta a cerimônia Siyum atual, que as fontes haláchicas classificam como Seudat mitzvah; o Rebe recomendava siyumim públicos mesmo durante os Nove Dias para introduzir “alegria construtiva” nesse período de luto.«Shabbat 118b:14». www.sefaria.org. Consultado em 6 de junho de 2025 Finalmente, a observação de Abaye em Moed Katan 28a de que sobreviver até os 60 anos remove a pena de Karet é a fonte textual para celebrar o sexagésimo aniversário com Ação de Graças, um marco que o Rebe enquadrou como um chamado para renovar o serviço público, em vez da aposentadoria.